# 直过民族
直过民族，指的是中华人民共和国成立后，在政府支持下，从原始社会或奴隶社会直接过渡到社会主义社会的几个少数民族的总称，包括了独龙族、德昂族、基诺族、怒族、布朗族、景颇族、傈僳族、拉祜族、佤族等少数民族。
实行“直接过渡”的少数民族地区，称为“直过区”。中华人民共和国成立以来，特别是改革开放之后，在政府和各界的帮扶之下，直过区人民的生活有所改善；然而受到聚居区自然条件限制、基础设施落后以及人民观念保守等因素制约，相较于其他族群，直过民族仍然是中国的贫困主体人群。